# Metro Warschau
Die Metro Warschau (polnisch Metro Warszawskie) ist das U-Bahn-System der polnischen Hauptstadt Warschau. Die Metro bildet zusammen mit der Straßenbahn und den städtischen Buslinien den öffentlichen Nahverkehr der Stadt. Sie wurde 1995 eröffnet, wird vom Verkehrsunternehmen Metro Warszawskie Sp. z o.o. (polnisch für Warschauer Metro GmbH) betrieben und besteht aus zwei Linien mit einer Gesamtlänge von 41,3 Kilometern und 39 Stationen.

## Streckennetz

### Linien und Betrieb
Derzeit gibt es in Warschau zwei vollständig in Tunneln verlaufende U-Bahn-Linien: M1 und M2.

#### Kabaty – Młociny
Die seit 2015 so bezeichnete Linie M1 ist die erste Linie der Warschauer Metro mit 23,1 km Länge und 21 Stationen (vom Süden beginnend): Kabaty – Natolin – Imielin – Stokłosy – Ursynów – Służew – Wilanowska – Wierzbno – Racławicka – Pole Mokotowskie – Politechnika (Technische Hochschule) – Centrum (Stadtmitte) – Świętokrzyska – Ratusz Arsenał (Rathaus Zeughaus) – Dworzec Gdański (Danziger Bahnhof) – Plac Wilsona – Marymont – Słodowiec – Stare Bielany – Wawrzyszew – Młociny. Sie verbindet die südlichen Stadtbezirke der linken Weichselseite Ursynów und Mokotów über die Innenstadt mit den nördlich gelegenen Bezirken Żoliborz und Bielany.
Die Züge der ersten U-Bahn-Linie Warschaus fahren montags bis donnerstags und sonntags zwischen 5 und 24 Uhr. Freitags und samstags verkehrt die Warschauer Metro zwischen 5 und 3 Uhr. In den Hauptverkehrszeiten wird im 2½- bis 3-Minuten-Takt, in der Nebenverkehrszeit im 6- bis 10-Minuten-Takt und ab 0 Uhr im 15-Minuten-Takt gefahren. Es werden im Durchschnitt etwa 280.000 bis 500.000 Fahrgäste pro Tag befördert.

#### Bemowo – Bródno
Die Linie M2 mit ca. 19 km Länge und 18 Stationen (vom Westen beginnend): Bemowo – Ulrychów – Księcia Janusza – Młynów – Płocka – Rondo Daszyńskiego – Rondo ONZ (UNO-Kreisel) – Świętokrzyska – Nowy Świat-Uniwersytet (Universität) – Centrum Nauki Kopernik (Wissenschaftszentrum Kopernikus) – Stadion Narodowy (Nationalstadion) – Dworzec Wileński (Wilnaer Bahnhof) – Szwedzka – Targówek Mieszkaniowy – Trocka – Zacisze – Kondratowicza – Bródno unterquert die Weichsel. Sie verläuft vom westlichen Bezirk Bemowo über  Wola und die Innenstadt zu den Bezirken Praga-Północ und Targówek, die am rechten Flussufer gelegen sind.
Die zweite Linie verkehrt montags bis donnerstags und sonntags zwischen 5 und 0:40 Uhr, freitags und samstags bis 3 Uhr, in den Hauptverkehrszeiten alle 3 Minuten, in der Nebenverkehrszeit alle 5 bis 8 Minuten und ab 0 Uhr alle 15 Minuten.

### Tarifverbund
Die Metro Warschau ist Bestandteil des vielfältigen öffentlichen Nahverkehrs Warschaus. Neben der Metro gehören dazu auch die 1866 eröffnete Straßenbahn sowie ein weit verzweigtes Busnetz. Mehr regionale als lokale Aufgaben übernimmt die 1925 eröffnete Lokalbahn WKD wie auch die Vorortzüge der regionalen Bahngesellschaft Koleje Mazowieckie. Es besteht ein Tarifverbund (wspólny bilet) zwischen den städtischen und regionalen Verkehrsmitteln innerhalb der Stadt sowie in der Umlandzone.

### Fahrgastzahlen

Anzahl der Fahrgäste (dunkel) und Stationen (hell)

Die Warschauer Metro hat in ihrem Bestehen seit 1995 insgesamt mehr als 600 Millionen Fahrgäste befördert; bisher stiegen die Fahrgastzahlen in den letzten Jahren stetig an. Besonders durch die Verlängerung der Metro und der Erschließung des Stadtzentrums durch jene benutzen immer mehr Warschauer Einwohner den öffentlichen Nahverkehr. Während 2003 noch 76 Millionen Fahrgäste die Metro benutzten, waren es 2004 schon 80,9 und 2005 – nach der Eröffnung des Bahnhofes Plac Wilsona – bereits 93,4 Millionen Fahrgäste. Mit einem weiter konstanten Anstieg der Fahrgastzahlen wird beim Vollausbau der Linie 1 und dem Bau der Linie 2 gerechnet.
An der Spitze der meistbenutzten Bahnhöfe steht der Bahnhof Centrum, den im Jahr 2005 13,25 Millionen Fahrgäste benutzten; der U-Bahnhof liegt direkt, wie seinem Namen nach zu erkennen, im Zentrum der polnischen Hauptstadt, in der Nähe befindet sich außerdem der Warschauer Zentralbahnhof. Ebenso gut frequentiert ist der U-Bahnhof Ratusz Arsenał mit 8,41 Millionen Fahrgästen im Jahr 2005, ebenfalls in innerstädtischer Lage, zudem befindet sich – gleichermaßen dem Namen zu entnehmen – das Warschauer Rathaus. Ebenso gehört noch der Bahnhof Politechnika dazu, diesen benutzten 2005 8,45 Millionen Fahrgäste. Die Bahnhöfe, die, verglichen mit den meistbesuchten Stationen, nur wenige Benutzer haben, sind Racławicka (3,60 Mio.), Ursynów (3,72 Mio.) und Wierzbno (3,77 Mio.).

### Architektur
Alle U-Bahnhöfe sind mit jeweils mindestens zwei Aufzügen ausgestattet und haben, bis auf die Ausnahmen Centrum und die vier nördlichsten Stationen der Linie M1 Słodowiec, Stare Bielany, Wawrzyszew und Młociny, alle Mittelbahnsteige. Die Bahnsteige sind 120 Meter lang (Bahnsteig der Linie M2 des Bahnhofs Świętokrzyska sogar 127 m) und damit für Sechs-Wagen-Züge ausgelegt. Die Bahnsteigbreite beträgt, je nach Bedeutung der Station, zwischen 10 und 15 Metern. Zwei Bahnhöfe verfügen über je zwei Mittelbahnsteige und vier Gleise: Świętokrzyska besteht aus zwei L-förmig angeordneten Bahnsteigen für die beiden bestehenden Linien, während sich am Stadion Narodowy parallel angeordnet der Bahnsteig der Linie M2 und ein weiterer als Bauvorleistung für die geplante dritte Linie befinden.
Im Vorfeld der Metroeröffnung, in den Jahren 1982 bis 1985, entwarfen die Architekten Jasna Strzałkowska-Ryszka, Lech Kłosiewicz, Andrzej Pańkowski und Jerzy Blancard ein Konzept für die erste polnische U-Bahn. Ihrem Prinzip zufolge besteht ein U-Bahnhof aus dem öffentlichen Teil, dem Bahnhofsbereich und dem nichtöffentlichen Teil. Der öffentliche Teil ist der unter anderem als Fußgängerunterführung genutzte Bereich, welcher immer und ohne Kosten betreten werden kann. Der Bahnhofsbereich wiederum ist nur während der Öffnungszeiten der Metro zugänglich. Dort halten sich die Fahrgäste auf und dort befinden sich die Bahnsteige. Der nichtöffentliche Teil ist nur für die Mitarbeiter zugänglich und besteht aus technischen Anlagen. Jeder Bereich ist durch visuelle Barrieren, teils Glas, teils Stahl, voneinander getrennt.

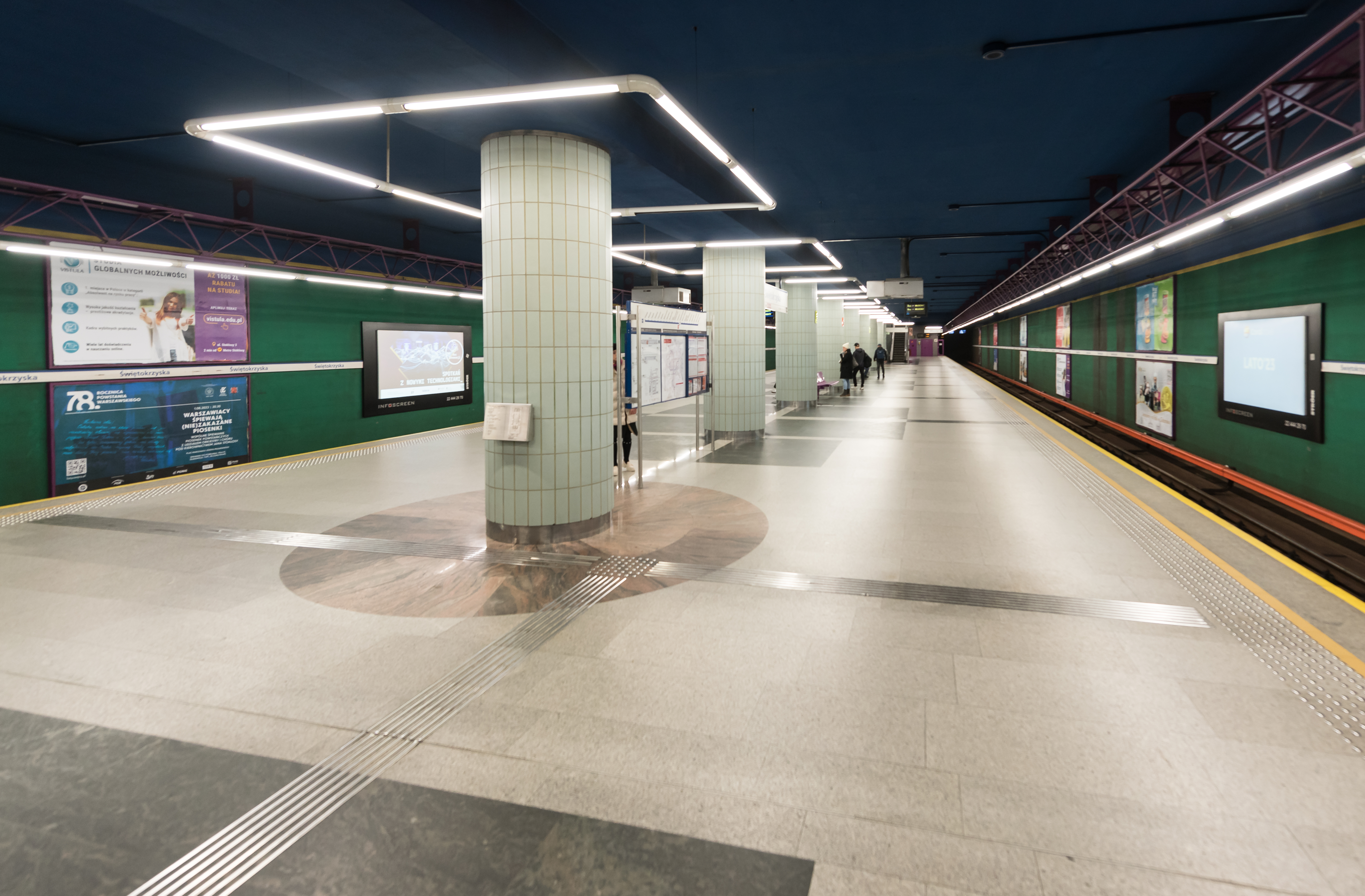
U-Bahnhof Świętokrzyska, oberer Bahnsteig (Linie M1); Im Hintergrund sind die grünen Stationswände, die sich am Farbkonzept der polnischen Architektengruppe orientieren, zu sehen

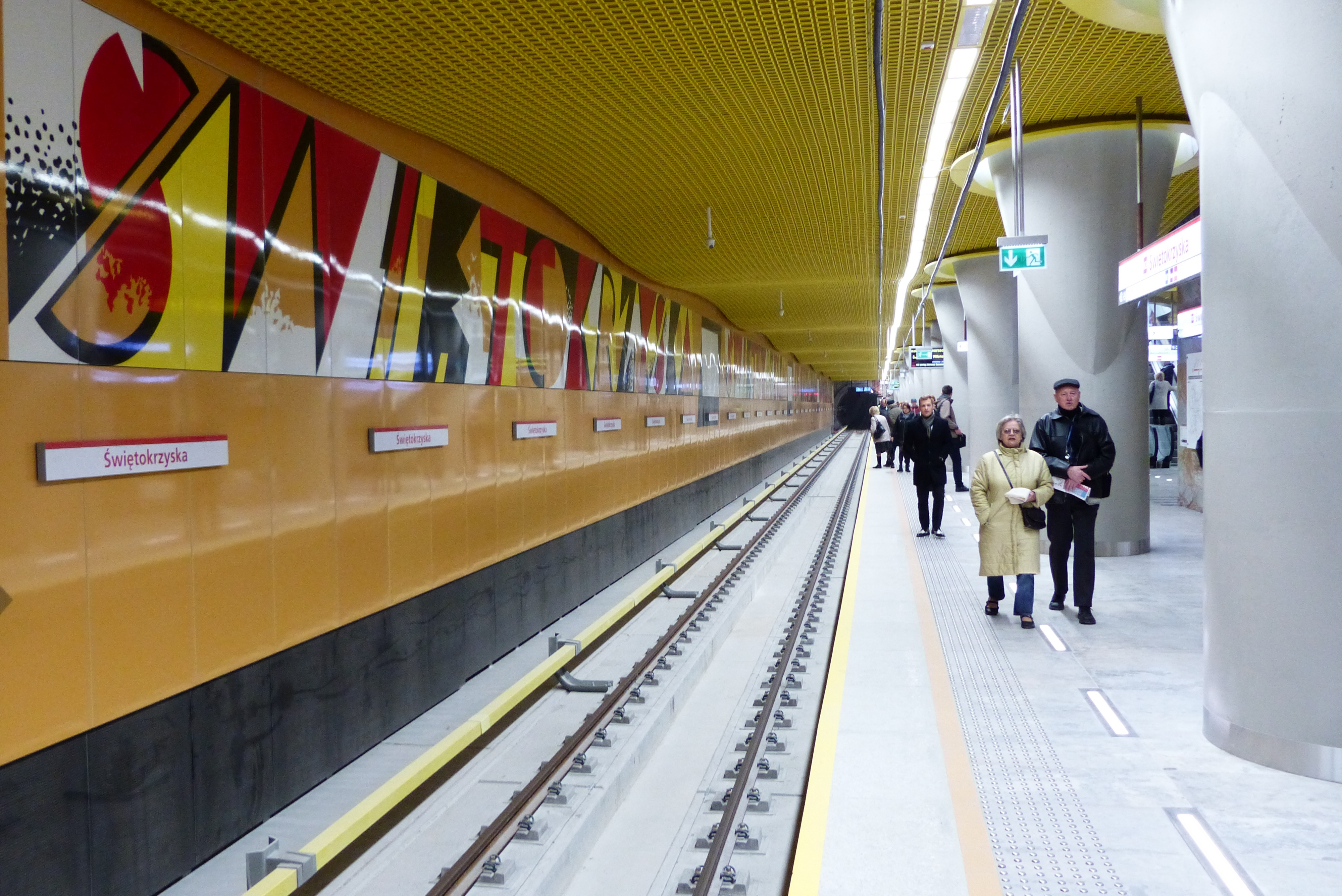
U-Bahnhof Świętokrzyska, unterer Bahnsteig (Linie M2) mit der von Wojciech Fangor entworfenen Wandgestaltung

Derweil entwarf die Architektengruppe auch ein Farbkonzept, das sich an den von der Metro tangierenden (damaligen) Stadtbezirken orientiert. So durchfährt die M1 im südlichen Bereich vornehmlich den Bezirk Mokotów, dessen Bahnhöfe die Kennfarbe Braun tragen; darauf folgt der damalige Bezirk Centrum, heute Śródmieście (polnisch Innenstadt), in dessen Stationen die Farbe Grün dominieren soll; im Norden, im Bezirk Bielany, sollen die Bahnhöfe durch die Farbe Blau gekennzeichnet sein.
Des Weiteren stellte die Architektengruppe zusätzliche, allgemein geltende Design- und Gestaltungsregeln für die Bahnhöfe auf. Dazu gehören hell erleuchte Bahnsteige, im Gegensatz zu den abgedunkelten Gleisen wie auch eine offene und freundliche Innengestaltung durch klar sichtbare Decken. Als die drei Grundfarben des Corporate Designs der Warschauer U-Bahn wurden Blau, das auch als Linienfarbe genutzt wird, sowie Rot und Weiß, die beiden Farben der polnischen Nationalflagge, festgelegt. Diese drei Farben werden durchgehend in allen der Öffentlichkeit zugänglichen Bereichen genutzt.
Während der nördlichen Erweiterung der ersten Linie (M1) am Anfang des 21. Jahrhunderts kehrte man vom ursprünglichen Konzept ab und die neuen U-Bahnhöfe erhielten ein individuelles Design. Die 2003 eröffnete Haltestelle Dworzec Gdański wurde von Stefan Kuryłowicz entworfen. Die Haltestelle Plac Wilsona, für die Andrzej Chołdzyński federführend verantwortlich war, wurde im April 2008 von der MetroRail zur schönsten Haltestelle der Welt gewählt. Der gleiche Architekt hat in Zusammenarbeit mit Wojciech Fangor auch alle sieben Bahnhöfe des ersten Abschnittes der zweiten Linie (M2) gestaltet. Die Planung für die Bahnhöfe Ratusz Arsenał, Marymont, Słodowiec und Bielany auf der Linie M1 wurde vom Architekturbüro AiB erstellt.

## Geschichte

Erste Pläne für den Bau einer Metro in den 1920er Jahren

### Erste Pläne und gescheiterte Versuche
Schon in den 1920er Jahren wurde in Warschau mit dem Bau einer U-Bahn begonnen, mehrere Studien wurden dazu in den Jahren 1925, 1927 und 1938 unternommen. Durch den Zweiten Weltkrieg geriet der Bau jedoch ins Stocken und wurde aufgegeben. Nach dem Zweiten Weltkrieg beschloss die Stadtverwaltung erneut den Bau der U-Bahn, erste Probebohrungen wurden 1951 getätigt. 1953 ließ die Stadtverwaltung außerdem einen 800 Meter langen sehr tief gelegenen Tunnel ausheben, wegen wirtschaftlicher wie auch geologischer Schwierigkeiten des Warschauer Untergrundes (Sandböden und trockengelegte Sümpfe mit hohem Grundwasserstand) wurde das Projekt wieder ruhen gelassen. Das Tunnelbauwerk verbleibt ungenutzt.

### Bau der ersten Linie
1962 ließ die Warschauer Stadtverwaltung das U-Bahn-Projekt neu auflegen und komplett neu planen. Zunächst sollte eine Nord-Süd-Strecke entstehen, diesmal in flach geführten Tunneln. Jedoch erst zwanzig Jahre später, im Dezember 1982, entschied die polnische Regierung mit dem Dekret Nr. 266/82, die Bauarbeiten wieder aufzunehmen. Dabei wurde ein Vertrag mit der Sowjetunion geschlossen, der vor allem die technische Zusammenarbeit zwischen den beiden Staaten regeln sollte. Die Wiederaufnahme der Bauarbeiten – sie begannen am 15. April 1983 – hatte auch einige Umplanungen des zukünftigen U-Bahn-Netzes zur Folge. Die wirtschaftliche Lage Polens verschlechterte sich jedoch in den 1980er Jahren, sodass die Arbeiten sich verzögerten. Aufgrund finanzieller Probleme wurde 1989 entschieden, vorerst auf die Stationen Pl. Konstytucji und Muranów zu verzichten.
So konnte erst Jahre nach dem Zerfall der Sowjetunion, am 7. April 1995, der Betrieb der ersten polnischen U-Bahn zwischen den Stationen Kabaty und Politechnika feierlich in Betrieb genommen werden. Die erste, 11½ Kilometer lange, komplett im Tunnel verlaufende Strecke führte dabei vom Süden der Stadt in Richtung Zentrum. Bis auf die letzten wenige hundert Meter am damaligen nördlichen Ende wurden die Bauarbeiten komplett in offener Bauweise erstellt, wodurch die Straßenzüge al. Niepodległości und al. Komisji Edukacji Narodowej mehrere Jahre für den Stadtverkehr gesperrt waren. Die nachfolgenden Abschnitte unterhalb der Warschauer Innenstadt wurden fortan bergmännisch im Handschildvortrieb erbaut. Drei Jahre später, am 26. Mai 1998, wurde ein weiteres Stück, der 1½ Kilometer lange U-Bahn-Tunnel von Politechnika bis Centrum, in Betrieb genommen, dabei wurde mit der Station Centrum auch der Warschauer Zentralbahnhof angeschlossen. Zwischen diesen Stationen ist die Station Plac Konstytucji geplant, die als Umsteigebahnhof für eine geplante U-Bahn-Linie 3 fungieren soll.
Als dritte Etappe gilt die am 11. Mai 2001 in Betrieb genommene Strecke zwischen dem Warschauer Zentralbahnhof (Centrum) und dem Rathaus (Ratusz Arsenał), sie ist 1,7 Kilometer lang. In den weiteren Jahren erfolgten die Eröffnungen jeweils schrittweise. Seit dem 8. April 2005 fahren die Züge bis Plac Wilsona, seit dem 29. Dezember 2006 bis Marymont und seit dem 23. April 2008 bis Słodowiec. Am 25. Oktober 2008 wurde der letzte, wiederum in offener Bauweise erstellte Streckenabschnitt der Linie M1 von 3,6 Kilometer Länge im Stadtbezirk Bielany unter der al. Jana Kasprowicza in Betrieb genommen.

### Bau der zweiten Linie

Die U-Bahn-Linie 2 mit den geplanten Verlängerungen

Die zweite Linie, die gemäß der ursprünglichen Planung im Norden bei der Station Dąbrówka anfangen sollte, sollte erst dem Flusslauf der Weichsel folgen, dann zweimal die Trasse der Polnischen Staatsbahn PKP kreuzen, dann die Weichsel unterqueren, die Linie M1 kreuzen und dann schließlich im Westen am Bahnhof Chrzanów enden. Im Mai 2006 wurde der Antrag für die Erteilung der Baugenehmigung für die Linie 2, im Bereich Rondo Daszyńskiego – Dworzec Wileński (Wilnaer Bahnhof) mit sieben Stationen, gestellt. Baubeginn war am 16. August 2010. Die zwei separaten Richtungstunnel sowie die für betriebliche Zwecke benötigte Verbindungskurve zur Linie M1 wurden mithilfe von insgesamt vier Tunnelbohrmaschinen erbaut. Die Bahnhöfe sowie die Entlüftungs-/Entrauchungszentralen wurden in offener Bauweise erbaut, weswegen die Sperrung von einigen Straßen in der Innenstadt erforderlich war. Während des Baus des Kreuzungsbauwerks mit dem Straßentunnel im Bereich des Bahnhofs Centrum Nauki Kopernik kam es zu einem umfangreichen Wassereinbruch, weswegen sich der Bau verzögert hat. Die Bauarbeiten waren im August 2014 größtenteils fertiggestellt, der Beginn des Testbetriebs auf dem genannten 6½ Kilometer langen Abschnitt war für den 30. September 2014 vorgesehen. Nach mehreren Terminverschiebungen wurde der erste Abschnitt der nunmehr als M2 bezeichneten zweiten Metro-Linie zwischen Rondo Daszyńskiego und dem Wilnaer Bahnhof (Dworzec Wileński) am 8. März 2015 eröffnet.
In einer ersten Stufe wurden ca. 3,4 km Strecke mit drei Bahnhöfen in Richtung Westen und gleichzeitig ca. 3,12 km Strecke mit ebenfalls drei Bahnhöfen in Richtung Nordosten, jeweils mit Abstellgleisen hinter den vorläufigen Endbahnhöfen, gebaut. Die Ausschreibung zur Wahl der Generalunternehmer für die beiden Baulose erfolgte 2015. Die Verlängerung bis Trocka ging am 15. September 2019 in Betrieb, jene bis Księca Janusza am 4. April 2020.
Für den Bau der Verlängerung von Księcia Janusza bis Bemowo erhielt 2018 ein Firmenkonsortium aus Gülermak und Astaldi den Zuschlag. Am 30. Juni 2022 wurde der Abschnitt in Betrieb genommen. Die Kosten beliefen sich auf 959 Mio. Złoty. Es wurden 2,6 km Tunnel gebaut – die Wendegleise hinter der Endstation dienen später der weiteren Verlängerung bis Karolin.

## Bauvorhaben und Planungen

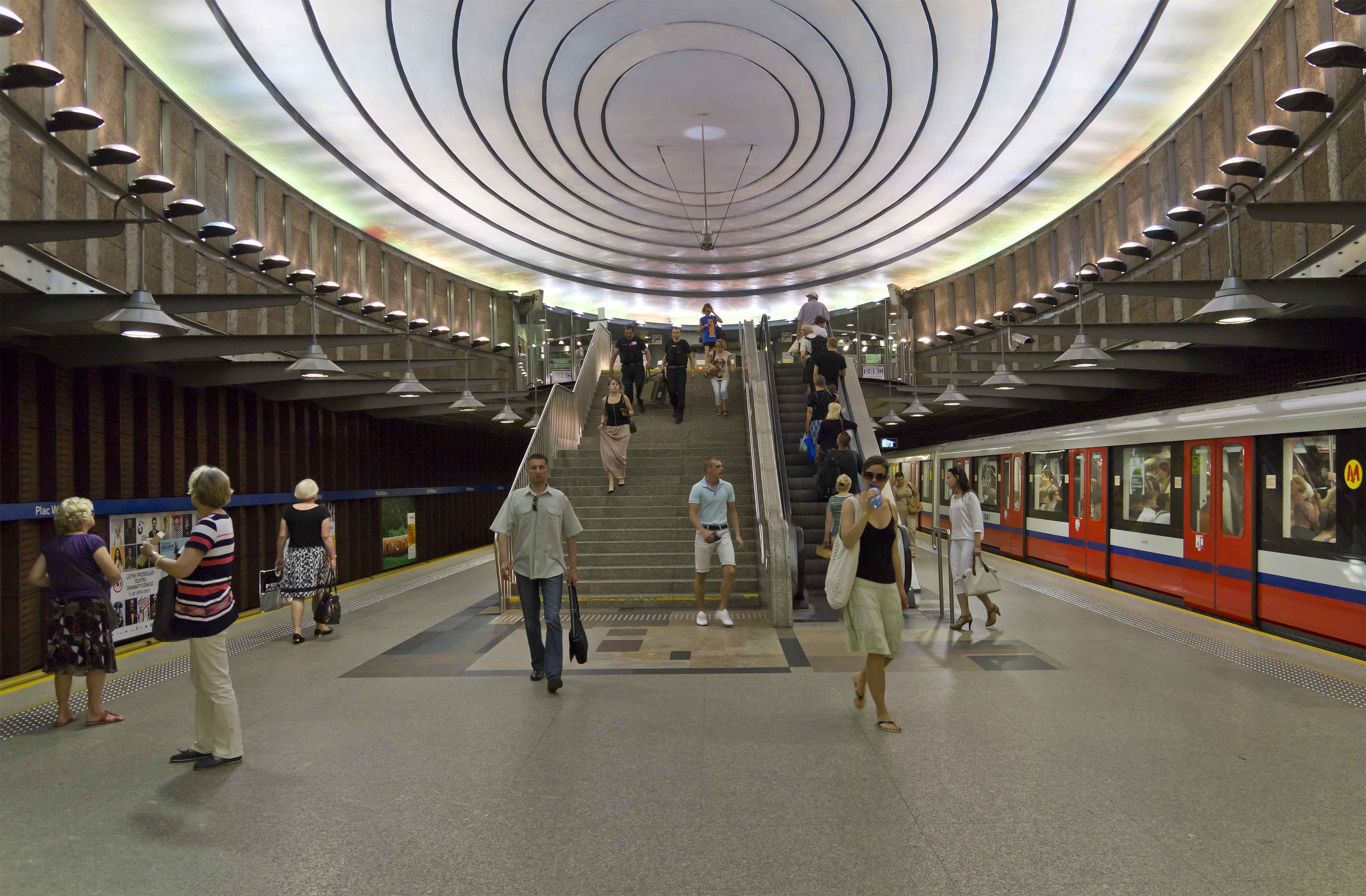
U-Bahnhof Plac Wilsona

In der Warschauer Stadtverwaltung bestehen Pläne für die Verlängerung der zweiten U-Bahn-Linie sowie für eine weitere U-Bahn-Linie, die das innerstädtische Nahverkehrsnetz neben den Bussen, der Straßenbahn, der Stadtbahnlinie WKD und den Vorortzügen der Polnischen Staatsbahn PKP ergänzen soll.
Die zweite Linie soll im Westen nach Karolin, im Nordosten hingegen nur noch nach Bródno verlängert werden.

Zwei geplante U-Bahn-Stationen als Ergänzung der Linie 1

Die dritte Linie – beziehungsweise in der ersten Phase als ein Streckenast der Linie M2 geplant – soll am U-Bahnhof Stadion Narodowy beginnen und weiter in Richtung Südosten nach Gocław verlaufen. Ursprünglich war es vorgesehen, die Strecke vom Stadion Richtung Südwesten weiterzuführen, um am Plac Konstytucji die erste Linie zu kreuzen und am Dworzec Zachodni (Westbahnhof) den endgültigen Abschluss zu finden. Eine zeitweilig geplante vierte U-Bahn-Linie ist derweil in den Plänen nicht mehr enthalten.

## Fahrzeuge
Derzeit besitzt die Warschauer Metro vier Zugtypen: erstens die von der ehemals sowjetischen Firma Metrowagonmasch Ende der 1980er Jahre gebauten Züge der Baureihe 81, zweitens die seit 2000 ausgelieferten Wagen der Baureihe Metropolis der französischen Firma Alstom, drittens die seit 2014 gelieferten Wagen der Baureihe Inspiro sowie die von Škoda Transportation und Škoda Vagonka seit 2020 gefertigte Baureihe Varsovia. Alle Wagen erhalten den Fahrstrom über eine dritte, seitlich angebrachte Stromschiene, die Fahrspannung liegt bei 750 Volt Gleichstrom. Alle Wagen werden im Betriebshof nahe dem Bahnhof Kabaty gewartet.
| Linie | Hersteller (Modell)                                  | Bild | Inbetriebnahme | Anzahl | Wagen | Länge (m) | Sitze | Kapazität |
| ----- | ---------------------------------------------------- | ---- | -------------- | ------ | ----- | --------- | ----- | --------- |
|       | Metrowagonmasch, (81-717.3/714.3)                    |      | 1990           | 10     | 6     | 115,4     | 260   | 1200      |
|       | Metrowagonmasch, (81-572/573)                        |      | 1994–1997      | 50     | 6     | 115,4     | 260   | 1200      |
|       | Metrowagonmasch, (81-572.2/573.2)                    |      | 2009           | 50     | 6     | 115,4     | 260   | 1200      |
|       | Alstom, (Alstom Metropolis)                          |      | 2000–2005      | 18     | 6     | 117,1     | 264   | 1454      |
|       | Siemens Mobility, (Siemens Inspiro)                  |      | 2013           | 35     | 6     | 117,7     | 232   | 1500      |
|       | Siemens Mobility, (Siemens Inspiro)                  |      | 2013           | 35     | 6     | 117,7     | 232   | 1500      |
|       | Škoda Transportation/ Škoda Vagonka (Škoda Varsovia) |      | 2022           | 37     | 6     | 119       | 230   | 1500      |
|       | Škoda Transportation/ Škoda Vagonka (Škoda Varsovia) |      | 2022           | 37     | 6     | 119       | 230   | 1500      |

### Baureihe 81
Im Vertrag zwischen Polen und der Sowjetunion von 1982/1983 war neben technischer Hilfe unter anderem die Lieferung von Fahrzeugen der Firma Metrowagonmasch vereinbart worden. Die ersten zehn Züge der Baureihe 81-717.3 (mit Führerstand) beziehungsweise 81-714.3 (ohne Führerstand), die auch in anderen ehemals sozialistischen Ländern wie Tschechien und Bulgarien ausgeliefert wurde, übergab die UdSSR Polen im Juni 1990. Die weitere Lieferung von Wagen wurde jedoch eingestellt, da sich die finanziellen und wirtschaftlichen Probleme der Sowjetunion verschärften. Polen kaufte im Vorfeld der Metroeröffnung 1995 32 weitere Züge der verbesserten Type 81-572P/573P. Derzeit besitzt die Metro Warschau 60 Züge der Baureihe 81. Ein einzelner, aus Stahlteilen zusammengeschweißter Wagen ist 2,71 Meter breit, sowie 19,21 Meter lang. Es befinden sich jeweils vier Türen auf jeder Seite, diese sind 1,2 Meter breit. Die Höchstgeschwindigkeit ist auf 90 km/h begrenzt, die durchschnittliche Reisegeschwindigkeit liegt jedoch bei 36 km/h; ein Wagen kann 200 Personen befördern. Es ist geplant zehn Züge, welche mit der Inbetriebnahme der Varsovia ausgemustert wurden, an die U-Bahn Kiew abzugeben. Daneben ist der museale Erhalt einer Garnitur vorgesehen.

### Alstom Metropolis

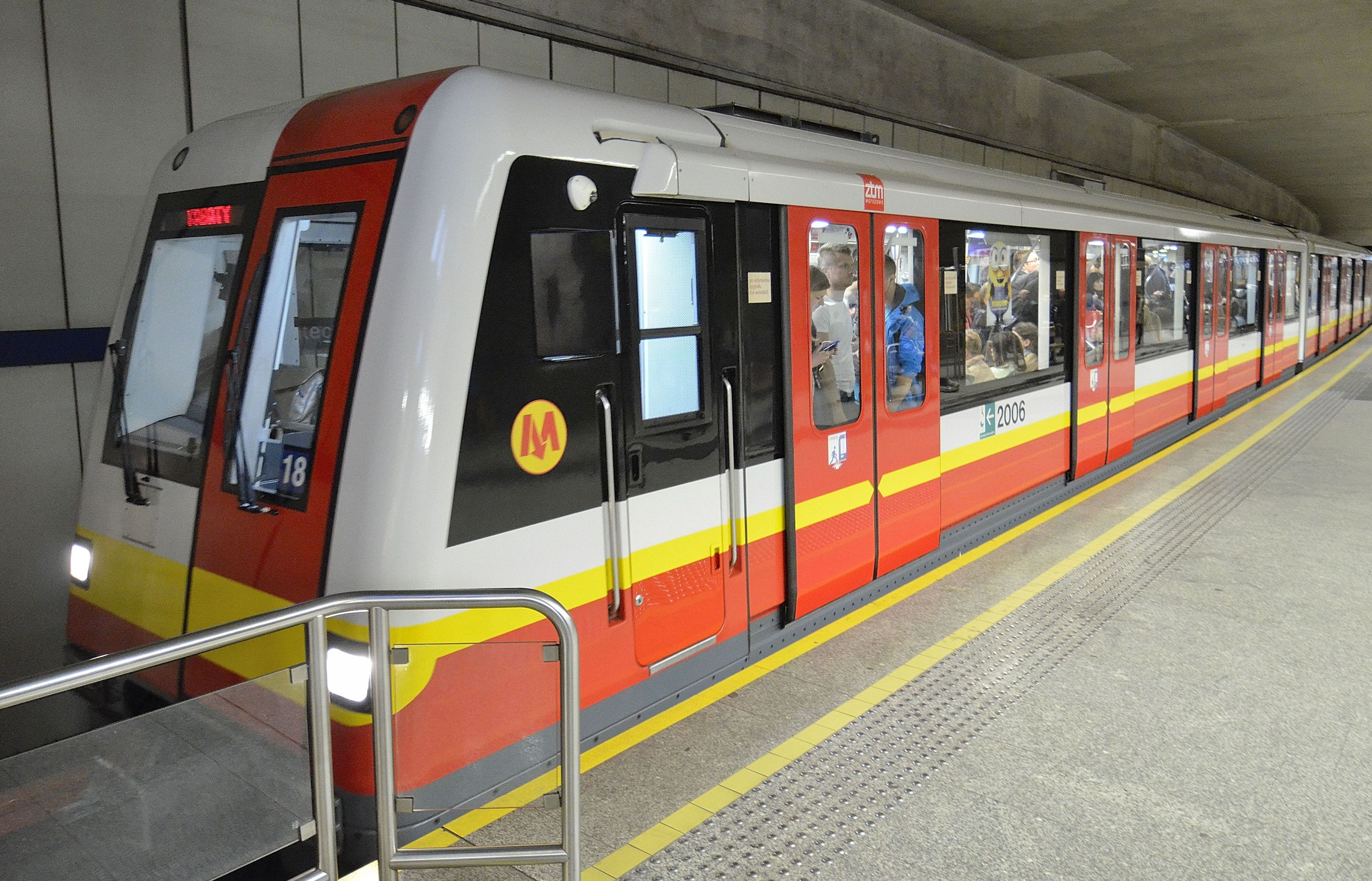
Alstom Metropolis in der Station Politechnika

Um den Fahrgästen einen besseren Komfort zu bieten und eine geringere Wartungshäufigkeit der Züge zu erreichen, schrieb die Betreibergesellschaft der Warschauer Metro einen Wettbewerb für die Neuentwicklung einer Baureihe aus. Im August 1998 wurde der französische Schienenfahrzeugbau-Konzern Alstom ausgewählt. Die ersten Fahrzeuge, die vornehmlich in Spanien und Polen gebaut wurden, sind seit Oktober 2000 im Einsatz. In insgesamt vier Lieferungen – vier Vollzüge jeweils 2000 und 2001 sowie jeweils fünf Vollzüge in den Jahren 2002 und 2004 – lieferte Alstom insgesamt 18, vorrangig aus Aluminium, gefertigte Vollzüge beziehungsweise 108 Einzelwagen; sechs Einzelwagen bilden einen Vollzug. Ein Zug ist 117 Meter lang, 2,72 Meter breit und kann bis zu 90 km/h fahren. Das Platzangebot für einen Vollzug umfasst 264 Sitzplätze und 1206 Stehplätze (bei sechs Personen pro m²).
Leider zeigten die Räder sehr schnell Verschleißerscheinungen und mussten oft nachgeschliffen werden.

### Siemens Inspiro
Im Januar 2011 hat die Betreibergesellschaft den Auftrag für eine neue Reihe von U-Bahn-Wagen an ein Konsortium der Siemens AG und der polnischen Newag SA vergeben. Insgesamt wurden 35 sechsteilige Züge der Baureihe Inspiro in Auftrag gegeben. Die Züge sollten ab Herbst 2012 geliefert werden. 15 der Züge sollen auf der bestehenden Linie M1 und die 20 weiteren Züge auf der neuen Linie M2 eingesetzt werden. Ferner wurde eine Option über 17 zusätzliche Züge vereinbart. Die ersten zehn Einheiten werden komplett im Siemens-Werk in Wien-Simmering gebaut werden, während die weiteren Züge bei Newag in Nowy Sącz endmontiert werden sollen. Die ersten Züge sind seit dem 6. Oktober 2013 im Betrieb. Am 17. November 2013 kam es zum Brand im Fahrgestell eines Waggons, alle Züge wurden vom Verkehr vorläufig zurückgezogen, sind aber inzwischen (Januar 2015) wieder im Einsatz.

### Škoda Varsovia

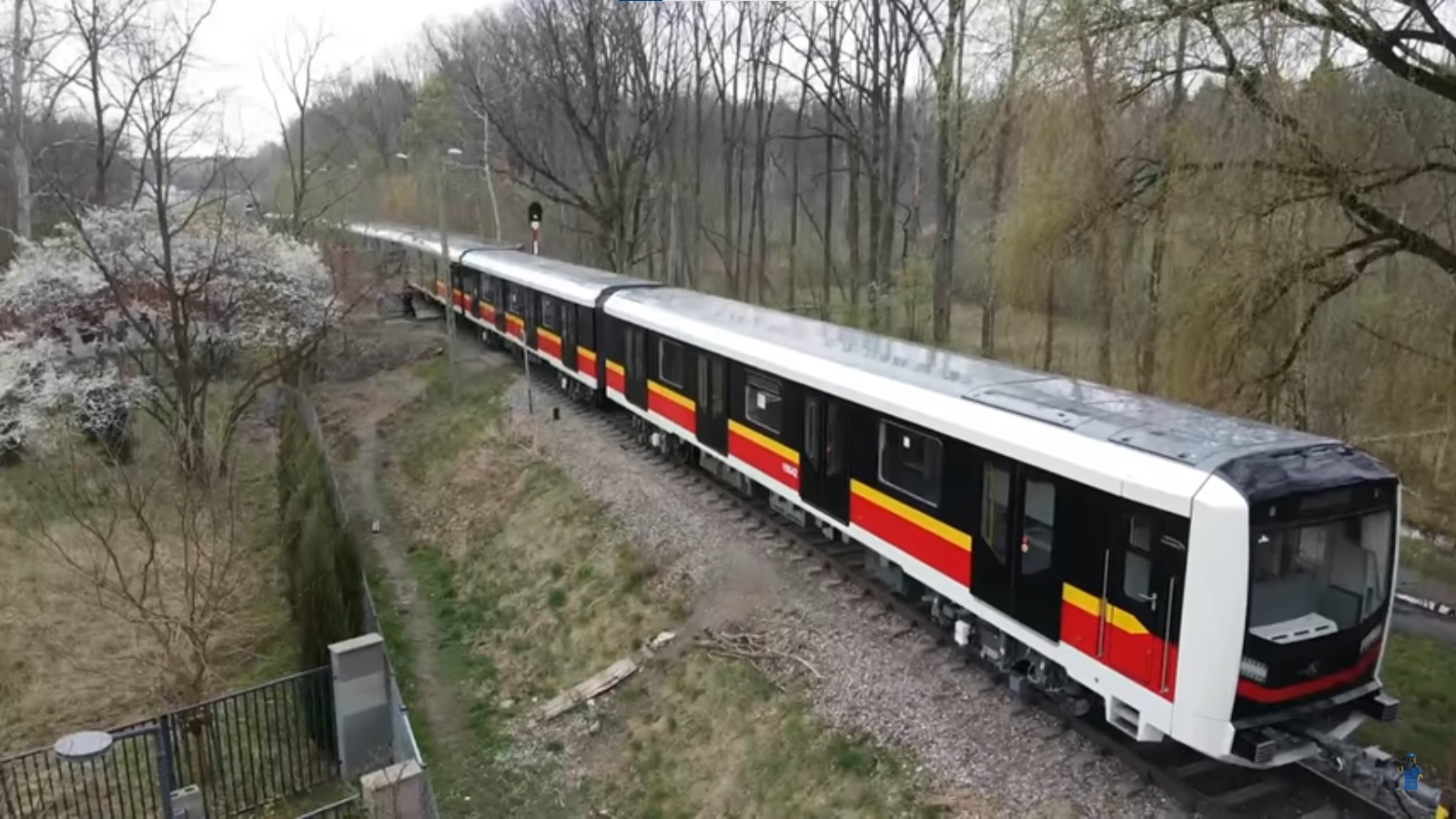
Škoda Varsovia

Im Oktober 2017 wurden die Angebote einer Ausschreibung für 37 sechsteilige Fahrzeuge (zzgl. einer Option für weitere acht Züge) bestehend aus 74 Triebwagen und 148 Zwischenwagen geöffnet. Das günstigste Angebot kam von einem Konsortium aus Škoda Transportation und Škoda Vagonka, das ein Gebot von brutto 1,608 Milliarden Złoty abgab. Weitere Angebote kamen von Stadler Polen, Alstom Konstal, CAF und einem Konsortium von Siemens und Newag. Der Liefervertrag mit Škoda wurde erst Anfang 2020 unterschrieben. Als Lieferzeitraum ist Herbst 2021 bis Sommer 2024 vorgesehen. Die ersten Versuchsfahrten auf den Schienen des Warschauer Metro wurden in der Nacht vom 24. zum 25. Mai 2022 auf einer Teilstrecke der Linie M 1 unternommen. Seit dem 28. Oktober 2022 sind sie auf der M1 und seit dem 29. Oktober 2022 auf der M2 in Einsatz.

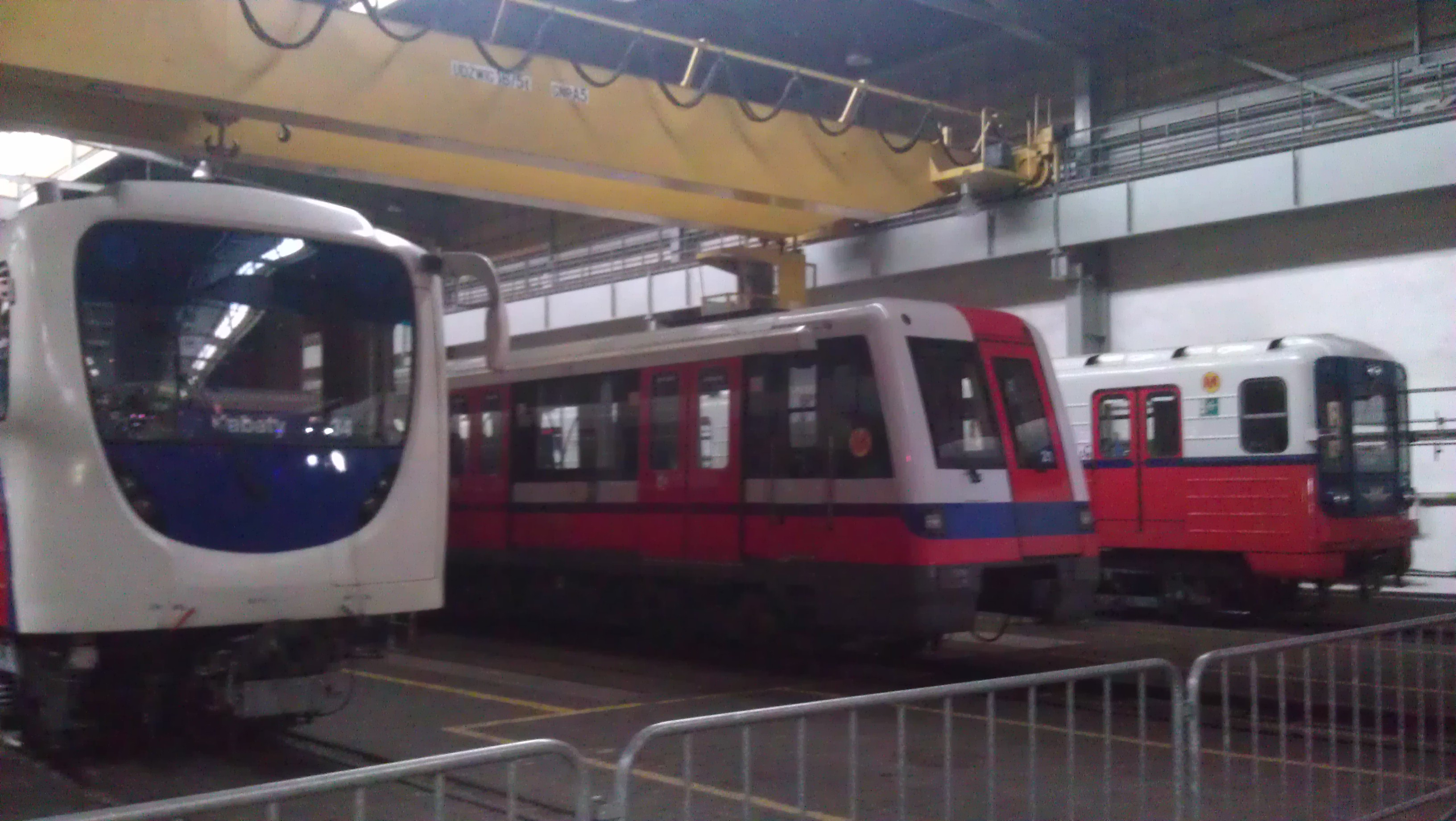
Die Betriebswerkstatt mit Zügen von Metrowagonmasch und Alstom

### Betriebswerkstatt Kabaty
Alle Züge sowie weitere Bau- und Arbeitsfahrzeuge werden in der Betriebswerkstatt nahe der Station Kabaty gewartet. Das 30 Hektar große Gelände besitzt zehn Hallen für kleinere Arbeiten, wie Graffitientfernung und Glasaustausch, sowie zwei Hallen für die gesetzlich festgelegten Hauptuntersuchungen. Die Betriebswerkstatt besitzt neben einer 1,2 Kilometer langen Teststrecke, beispielsweise für neue Fahrzeuge, auch einen Schienenanschluss zur polnischen Staatseisenbahn PKP.